# Filiz Vural
Filiz Vural (1953) è una modella turca, vincitrice del titolo di Miss Europa 1971.

## Biografia
Ex Miss Turchia 1970, Filiz Vural successivamente partecipò anche a Miss Universo in rappresentanza della Turchia, ma senza andare oltre alle fasi preliminari.
Filiz Vural fu incoronata Miss Europa 1971 il 19 settembre 1971 presso Tunisi, in Tunisia, dove vinse sulle altre ventuno concorrenti.
Filiz Vural ha sposato l'ex attore Engin Çağlar ed è diventata una disegnatrice di gioielli di ispirazione bizantina.